# Rosemarie Koschnick-Chatterjee
Rosemarie Koschnick-Chatterjee, geb. Lege (* 13. November 1939 in Groß Kölzig; † 14. Oktober 2018) war eine deutsche Glasgestalterin.

## Leben und Werk
Rosemarie Lege absolvierte ab 1953 eine Lehre als Industriekauffrau und arbeitete danach von 1956 bis 1959 als Kaufmännische Angestellte. Bis 1967 war sie Entwurfszeichnerin im VEB Glaswerk Döbern. Dann leitete sie dort die Abteilung Glasgestaltung. Von 1968 bis 1970 machte sie eine weitere Lehrausbildung zur Glasgestalterin, ab 1982 ein Fernstudium für Glasgestaltung an der Hochschule für Industrielle Formgestaltung Halle/Saale.
Von ihr entworfene Glasgefäße wurden vom Glaswerk Döbern produziert und fanden vor allem in der DDR weite Verbreitung. Einige erhielten Design-Auszeichnungen, und einige wurden u. a. 1982/1983 und 1987/1988 auf den Kunstausstellungen der DDR gezeigt.
Rosemarie Koschnick-Chatterjee war bis 1990 Mitglied des Verbands Bildender Künstler der DDR.
Sie lebte in Döbern, war verheiratet mit Kanai Chatterjee und hatte die Tochter Sonali und die Söhne Roland und Reiner.
Ihre Grabstätte befindet sich auf dem Friedhof Döbern.

## Entwürfe für Glasprodukte (Auswahl)
- Gefäßsortiment Grand (Bleikristall, manuell eingeblasen und geschnitten; 1981; ausgestellt auf der IX. Kunstausstellung der DDR)
- Glasschale Medea (gepresst, mit Blütendekor; 1980; produziert vom VEB Glaswerk Döbern)[2]
- Glasvase Splendid (aus der gleichnamigen Serie; Bleikristall, geschliffen; 1985; produziert vom VEB Glaswerk Döbern)[3]
- Glasschale Vineta (aus der gleichnamigen Serie; gepresst, 1986; produziert vom VEB Glaswerk Döbern)[4]

## Ausstellungen (unvollständig)

### Einzelausstellungen
- 1989: Senftenberg, Kreismuseum Schloss Senftenberg (Glasdesign)
- 1992: Schwarzheide, Galerie der BASF Schwarzheide („Fünf Künstler aus der Lausitz: Rosemarie Koschnick, Christine Köster, Christine Przybilski, Manfred Vollmert, Petra Zimmermann“)

### Ausstellungsbeteiligungen
- 1972/73, 1982/83 und 1987/88: Dresden, VII., IX. und X. Kunstausstellung der DDR
- 1979 und 1984: Cottbus, Bezirkskunstausstellungen